# Ethiopica inornata
Ethiopica inornata là một loài bướm đêm trong họ Noctuidae.